# Phlegetonia opposita
Phlegetonia opposita är en fjärilsart som beskrevs av Walker 1863. Phlegetonia opposita ingår i släktet Phlegetonia och familjen nattflyn. Inga underarter finns listade i Catalogue of Life.